# Lineol
Lineol ist ein Hersteller von Massefiguren und produziert heute im ostwestfälischen Marienmünster im Kreis Höxter.

## Geschichte

### Lineol bis 1945
Die Lineol Aktiengesellschaft wurde 1906 von Oskar Wilhelm Wiederholz in Brandenburg an der Havel gegründet. Bereits seit 1903 entwickelte er die dazu nötige Masse, die im Gegensatz zur Masse des Mitbewerbers Elastolin auch Leinöl und Baumharz enthält.
Mitverantwortlich für den Erfolg von Lineol war der Berliner Künstler Albert Caasmann, der seit 1909 die Vorlagen der Figuren aus Wachs entwarf. Er wurde 1919 unter Wiederholz leitender Modelleur und war bis 1952 auch Leiter der Figurenherstellung. In den 1930er-Jahren beschäftigte die LINEOL AG 300 bis 400 Mitarbeiter.
Ein hoher Detaillierungsgrad der Figuren war verantwortlich für den schnellen Erfolg der Figuren. Die Tiere des Berliner Zoos dienten als Vorbilder für die Wildtiere. Zwei berühmte Beispiele aus der Tierfigurenproduktion sind das Nilpferd Knautschke und der Gorilla „Bobby“, die Albert Caasmann in Miniatur verewigt hat. Neben den Massefiguren produzierte Lineol qualitativ hochwertige Blechspielzeuge. Die Figuren waren in unterschiedlichen Maßstäben bzw. Größen (von 17 cm bis 4 cm) erhältlich, wobei sich über die Jahre die Figuren-Größe von 7,5 cm durchsetzte.
Die Massefiguren von Lineol sind durch einen rechteckigen Sockel leicht von den Figuren der Firma Hausser (Markenname Elastolin) zu unterscheiden.

### Lineol nach 1945
Nach dem Zweiten Weltkrieg nahm das Unternehmen die Produktion rasch wieder auf, da die Produktionsanlagen kaum beschädigt worden waren. Da Lineol zur sowjetisch besetzten Zone gehörte, wurde sie in einen Volkseigenen Betrieb umgewandelt. Ab 1957 produzierte der nun unter Lineol VEB Plastik firmierende Betrieb bis zur Einstellung der Produktion 1963 Spielzeugsoldaten der NVA in Dresden.
Seit 1985 besitzt die Firma LINEOL DUSCHA die Markenrechte an Lineol und produziert Figuren aus dem Sortiment vor 1945. Neben den alten Figurenmodellen entwickelt die Firma auch neue Modelle und Blechfahrzeuge. Die Figuren bestehen heute aus einem Spritzguss-Kunststoff mit einer gelblich-braunen Färbung.